# Aquita horridella
Aquita horridella är en fjärilsart som beskrevs av Walker 1863. Aquita horridella ingår i släktet Aquita och familjen trågspinnare. Inga underarter finns listade i Catalogue of Life.